# Bombardeo con saltos

U.S. A-20 Havoc del 89° Escuadrón, 3er Grupo de Ataque, en el momento en que se aleja de un barco mercante japonés después de un exitoso ataque de bombardeo con saltos. Wewak, Nueva Guinea, marzo de 1944

El bombardeo con saltos (nombre original en inglés: skip bombing) fue una técnica de bombardeo de baja cota desarrollada independientemente por varias de las naciones contendientes en la Segunda Guerra Mundial, especialmente Italia, Australia, Gran Bretaña y Estados Unidos. Permite que un avión ataque a un buque lanzando en vuelo rasante una bomba que rebota sobre el agua, realizando una cabrilla. Lanzada a altitudes muy bajas, la bomba nunca se eleva más de unos 5 metros (5,5 yd) sobre la superficie del agua, lo que garantiza que impactará en el costado del barco siempre que esté apuntada correctamente.

## Características
La técnica requería que la aeronave volara a altitudes muy bajas directamente hacia el buque, lo que facilitaba su derribo. En la era inmediata anterior a la guerra se realizó un esfuerzo considerable para desarrollar nuevos visores de bombardeo para permitir que los bombarderos pudieran permanecer a mayores altitudes. El dispositivo más notable fue la mira Norden desarrollada por la Armada de los Estados Unidos, que se instaló en la mayoría de sus aviones. En la práctica, demostraron ser en gran parte inútiles, y la técnica de bombardeo con saltos se introdujo operativamente muy pronto.
Después de Pearl Harbor (diciembre de 1941), la técnica de bombardeo con saltos se utilizó profusamente contra los transportes de tropas y los buques de guerra de la Armada Imperial Japonesa por parte del Mayor William Benn del 63 Escuadrón, del 43 Grupo de Bombardeo (Pesado), de la Quinta Fuerza Aérea de la USAF en el teatro de la zona del suroeste del Pacífico durante la Segunda Guerra Mundial. Al general George Kenney se le ha atribuido el mérito de ser el primer estadounidense en utilizar el bombardeo con saltos con las Fuerzas Aéreas del Ejército.
La Operación Chastise, desarrollada durante la Segunda Guerra Mundial por la Real Fuerza Aérea británica contra las presas del Ruhr (también conocida como Dambuster), se convirtió en el episodio más famoso en el que se utilizó el principio de bombas rebotando sobre el agua. En este caso, se utilizaron bombas rebotantes especialmente diseñadas para destruir las presas evitando las redes antitorpedo.

## Técnica
El avión bombardero volaba a una altitud muy bajo (200 a 250 pies (61,0 a 76,2 m)) y a una velocidad de 200 a 250 mph (322 a 402 km/h), 
lanzando una "barra" de dos a cuatro bombas, habitualmente de 500 lb (226,8 kg) o 1000 lb (453,6 kg), por lo general equipadas con espoletas de retardo de cuatro a cinco segundos. Las bombas "saltaban" sobre la superficie del agua de una manera similar a la de una cabrilla  hasta alcanzar el costado de un barco y detonaban, o bien se sumergían y explotaban junto al barco. En algunas ocasiones, adquirían demasiada altura, rebotaban sobre la cubierta del objetivo y fallaban. A diferencia de las bombas de rebote Upkeep o Highball, esta técnica utilizaba tipos de bombas normales, aunque solo las bombas con una nariz generalmente hemisférica, como todas las bombas de los aviones estadounidenses de propósito general de la Segunda Guerra Mundial, rebotaban correctamente en la superficie del agua.
Una técnica similar fue la del bombardeo a la altura del mástil, con la que los bombarderos se acercarían al objetivo a baja altitud, 200 a 500 pies (61,0 a 152,4 m), aproximadamente a 265 a 275 millas por hora (426,5 a 442,6 km/h), y luego bajarían hasta la altura del mástil, 10 a 15 pies (3 a 4,6 m) aproximadamente a 600 yardas (548,6 m) del objetivo. Entonces lanzaban sus bombas a alrededor de 300 yardas (274,3 m) del objetivo, apuntando directamente al costado de la nave. En la práctica, ambas técnicas a menudo se combinaban: un bombardero arrojaba dos bombas, saltando la primera y lanzando la segunda a la altura del mástil. La batalla del Mar de Bismarck demostraría la efectividad de estos ataques de baja cota contra barcos. Se llevaron a cabo misiones de práctica contra el SS Pruth, un transatlántico que había encallado en 1923.

### Aeronaves
Se utilizaron varios tipos de aeronaves para los ataques de bombardeo con saltos, incluidos el bombardero pesado B-17 Flying Fortress, el bombardero medio B-25 Mitchell y el bombardero de ataque A-20 Havoc, apoyados por los Bristol Beaufighter de la Real Fuerza Aérea Australiana fuertemente armados para neutralizar el fuego antiaéreo japonés con sus ametralladoras y cañones. Los soviéticos utilizaron aviones A-20 Havocs y P-40 Tomahawk obtenidos gracias a la Ley de Préstamo y Arriendo, así como Il-2 Sturmovik (también utilizados para la supresión de la defensa antiaérea). La aviación de la Flota del Norte Soviética utilizó habitualmente los bombardeos con saltos en combinación con los aviones torpederos (normalmente se utilizaban parejas de aviones A-20, uno equipado con un torpedo y el otro como bombardero con la técnica de saltos). Los bombarderos de salto se llamaban "topmachtoviks" (топмачтовики) en ruso, porque volaban "al nivel de los tops de los mástiles de los buques".

## Ventajas y desventajas
La técnica de bombardeo con saltos tenía varias ventajas. Las bombas no guiadas y sin motor son mucho más baratas que los torpedos de potencia explosiva equivalente. Los torpedos tardan varios minutos en alcanzar sus objetivos después del lanzamiento, tiempo suficiente para que una nave ágil con una tripulación atenta pueda girar y evitar el ataque o minimizar su daño. Las bombas lanzadas con saltos, sin embargo, alcanzan sus objetivos en segundos, dado que se lleva a cabo a altas velocidades, lo que a su vez aumenta las posibilidades de que los bombarderos sobrevivan al fuego antiaéreo, ya que los torpedos aéreos de la época se lanzaban a velocidades relativamente bajas.
Su principal inconveniente era que se necesitaba mucha habilidad para perfeccionarla, y a veces las bombas detonaban demasiado pronto, o en algunos casos, se hundían demasiado antes de que la espoleta de retardo las hiciera estallar.

## Historia
El primer uso de bombardeos a baja altitud en la Segunda Guerra Mundial pertenece propiamente a los británicos. El 4 de septiembre de 1939, 15 bombarderos británicos Bristol Blenheim asaltaron un grupo de buques alemanes cerca de Wilhelmshaven, Alemania. Desde una altitud de unos 100 pies (30 m), las tripulaciones de los aviones arrojaron sus bombas directamente sobre las cubiertas de los barcos (pero no las lanzaron con saltos hacia los costados). Estos primeros esfuerzos fracasaron en hundir los barcos porque las bombas no tuvieron tiempo de armarse antes del impacto. Sin embargo, sí demostraron la precisión de un ataque a baja altitud. Los británicos continuaron utilizando técnicas de baja altitud y, finalmente, comenzaron a incorporar el bombardeo con saltos en sus tácticas.
Aunque históricamente, el bombardeo con saltos de los estadounidenses comenzó con la doctrina de ataque anterior a la guerra adoptada por el general George Kenney, en la práctica, comenzó el 26 de agosto de 1941, cuando el general Hap Arnold, jefe de las Fuerzas Aéreas del Ejército Estadounidense, conoció durante una conferencia aliada en Inglaterra los detalles del bombardeo con saltos. A su regreso de Inglaterra, el general Arnold encargó a los equipos de desarrollo de la Base de la Fuerza Aérea Eglin, Florida, la tarea de crear una versión estadounidense del bombardeo con saltos.
El mayor William Benn, asistente del general Kenney, había presenciado algunas de las pruebas en Eglin durante el verano de 1942. En julio de ese año, Kenney y Benn llevaron a cabo su propio experimento ad hoc en Nadi (Fiyi), cuando Kenney estaba a punto de tomar el mando de la Quinta Fuerza Aérea con base en Australia. A finales de septiembre de 1942, el mayor Benn, que entonces comandaba el Escuadrón 63 del Grupo 43 de Bombardeo, estaba usando un barco hundido, SS Pruth, encallado en un arrecife situado en las afueras del puerto de Puerto Moresby para entrenar a sus pilotos de bombardeo.
Para cuando se publicaron los resultados de las pruebas realizadas en el aeródromo de Eglin en diciembre de 1942, Benn y su escuadrón ya habían puesto en práctica los bombardeos a baja altitud y con saltos. La primera vez que los pilotos estadounidenses utilizaron el bombardeo con saltos en acción fue contra buques de guerra japoneses en Rabaul (Nueva Bretaña), durante la noche del 22 al 23 de octubre de 1942, cuando los bombarderos pesados B-17 atacaron y destruyeron una serie de buques enemigos. Con el éxito continuo contra el transporte marítimo en el puerto de Rabaul durante octubre y noviembre de 1942, tanto la táctica como el término "skip bombing" se habían vuelto populares en la Quinta Fuerza Aérea del Ejército.
Un uso notable de esta técnica se produjo durante la Batalla del Mar de Bismarck, del 2 al 4 de marzo de 1943, frente a la costa norte de Nueva Guinea.